# Абди (департамент)
Абди (араб. مقاطعة أبدي‎, фр. Abdi) — один из трёх департаментов административного региона Ваддай в республике Чад. Административный центр департамента — город Абди.

## Население
По данным переписи населения, в 2009 году в департаменте проживали 106 881 человек (50 910 мужчин и 55 971 женщин).

## Административное деление
Департамент Абди включает в себя 3 подпрефектуры:
- Абди (фр. Abdi)
- Абкар-Джомбо (фр. Abkar Djombo)
- Биере (фр. Biyeré)

## Префекты
- С 9 октября 2008 года: Амин Али Форт-Лами (фр. Amine Ali Fort-Lamy)